# Народная гвардия Грузии

Герб народной гвардии Грузии

Народная гвардия Грузии (груз.: საქართველოს სახალხო გვარდია) — была добровольческим отрядом грузинских бывших солдат и гражданских лиц, в котором преобладали социал-демократы, действовавшие во время русской революции 1917 года.

## История
Так же как и в Демократической Республике Грузия с 5 сентября 1917 г. по 18 марта 1921 г. в её состав входило 2000 штатных членов и 18 полевых батальонов (по 300—800 солдат в каждом), сформированных по территориальному принципу.
В военное время оно могло мобилизовать до 10-12 тысяч граждан. Командующим Народной гвардии был Валико Джугели, а среди известных членов были Какуца Чолокашвили, Александр Кониашвили, Александр Маисурадзе и Владимир Гогуадзе.
Свой первый боевой вылет Народная гвардия Грузии совершила 29 ноября (12 декабря по старому календарю) 1917 года, захватив бывший арсенал и артиллерийский склад Императорской Российской армии в Тифлисе, которые до сих пор находились под контролем сочувствующих большевикам частей.
По словам командира гвардии Валико Джугели, операция «решила судьбу революции в закавказском масштабе».
На протяжении 1918—1921 годов 12 декабря отмечался как День гвардии.
С 1920 по 1921 год два раза в месяц Гвардия издавала иллюстрированный периодический журнал «Сахалхо гвардиели» (სახალხო გვარდიელი, «Народный гвардеец»).